# Тауша
Тауша (нім. Tauscha) — громада в землі Саксонія, Німеччина. Підпорядковується земельній дирекції Дрезден. Входить до складу району Майсен. Підпорядковується управлінню Тіендорф.
Населення — 1 466 осіб (на 31 грудня 2010). Площа — 23,88 км².
Офіційний код — 14 2 85 350.

## Адміністративний поділ
Громада підрозділяється на 4 сільських округи.